# Kotlin (gemeente)
De gemeente Kotlin is een landgemeente in het Poolse woiwodschap Groot-Polen, in powiat Jarociński.
De zetel van de gemeente is in Kotlin.
Op 1 marca 2007 telde de gemeente 7212 inwoners.

## Oppervlakte gegevens
In 2002 bedroeg de totale oppervlakte van gemeente Kotlin 84,08 km², waarvan:
- agrarisch gebied: 81%
- bossen: 11%

De gemeente beslaat 14,31% van de totale oppervlakte van de powiat.

## Demografie
Stand op 30 juni 2004:
| Omschrijving                   | Totaal | Totaal | Vrouwen | Vrouwen | Mannen | Mannen |
| ------------------------------ | ------ | ------ | ------- | ------- | ------ | ------ |
| eenheid                        | aantal | %      | aantal  | %       | aantal | %      |
| inwoners                       | 7082   | 100    | 3591    | 50,7    | 3491   | 49,3   |
| bevolkingsdichtheid (inw./km²) | 84,2   | 84,2   | 42,7    | 42,7    | 41,5   | 41,5   |

In 2002 bedroeg het gemiddelde inkomen per inwoner 1376,29 zł.

## Administratieve plaatsen (sołectwo)
Kotlin, Kurcew, Magnuszewice, Orpiszewek, Parzew, Racendów, Sławoszew, Twardów, Wilcza, Wola Książęca, Wysogotówek, Wyszki.

## Aangrenzende gemeenten
Czermin, Dobrzyca, Jarocin, Pleszew, Żerków